# Jaslynn Gallegos
Jaslynn Isabella Gallegos (ur. 2001) – amerykańska zapaśniczka walcząca w stylu wolnym. 
Brązowa medalistka mistrzostw panamerykańskich w 2025. Wicemistrzyni panamerykańska juniorów w 2021 roku. Zawodniczka Sky View High School i Presbyterian College.